# 縁起直し
| ウィキペディアには「縁起直し」という見出しの百科事典記事はありません（タイトルに「縁起直し」を含むページの一覧/「縁起直し」で始まるページの一覧）。 代わりにウィクショナリーのページ「縁起直し」が役に立つかもしれません。 |